# روی کلارک (نویسنده)
روی کلارک (انگلیسی: Roy Clarke؛ زادهٔ ۲۸ ژانویهٔ ۱۹۳۰) نویسنده، فیلم‌نامه‌نویس و کارگردان فیلم اهل بریتانیا است.
از فیلم‌ها یا مجموعه‌های تلویزیونی که وی در آن‌ها نقش داشته‌است، می‌توان به در انتهای دوران میانسالی اشاره نمود.